# Enemy infestation
Enemy Infestation é um jogo eletrônico de estratégia para PC, desenvolvido pela Clockwork Games e Micro Forte, e publicado pela Ripcord Games em 30 de setembro de 1998.

## História
É ambientado no fictício planeta Redavi, no século 24, onde um pequeno grupo de humanos fundou uma colônia, enfrentando as hostis condições atmosféricas. Tudo está indo bem, até que cai uma chuva de meteoritos, que, na verdade, eram cápsulas de sobrevivência de seres alienígenas fugindo de seu planeta moribundo. Fica evidente que os alienígenas não são seres amigáveis, e coexistir no planeta está fora de questão.

## Características
Durante 26 missões no estilo single-player (um único jogador), o jogador de Enemy Infestation comanda uma equipe de colonos. A maioria das missões são bem complexas e os objetivos variados. O jogador têm que alcançar várias metas para completar uma missão. Entre elas, salvar companheiros machucados, desenvolver armas contra os aliens ou chamar por reforços militares. Existem três bases em Redavi: uma no fundo do mar, na superfície, e a terceira fica orbitando o planeta.
A inteligência artifical do jogo é sofisticada, permitindo que uma mesma fase tenha um desfecho diferente. As armas possuem ação desconhecida, até que um dos colonos a use em um dos aliens. Algumas têm efeito contrário ao desejado: ao invés de matar, promovem a multiplicação ou crescimento do invasor.
Os gráficos do jogo são pré-renderizados e a visão isométrica permite que o jogador veja os colonos em qualquer cômodo que estejam. Os ambientes que ainda não foram visitados ou não existem pessoas conscientes, permanecem ocultos ao jogador.
O modo de jogo é muito parecido ao Diablo. Você seleciona os personagens e clica em um destino ou alvo. Você pode reunir seus colonos e equipá-los com trajes de sobrevivência, que os protejem de todo o tipo de situações perigosas, como calor, frio ou falta de oxigênio. Também é possível interagir com computadores e laboratórios, conseguindo assim, concluir algumas missões.

### Treinamento
No começo do jogo, você está em uma base de treinamento, onde aprende os comandos básicos de movimento, ataque, defesa e pesquisa. Os membros do grupo são divididos em civis em militares. Os militares possuem maior resistência física, sendo mais difícil para os aliens abatê-los. No entanto, não possuem habilidades específicas, que é um recurso exclusivo da equipe civil. Neste grupo, você conta com a ajuda de médicos (curam), técnicos em eletrônica (trancam e destrancam portas), mecânicos (consertam máquinas e equipamentos defeituosos), cientistas (pesquisam armas mais eficazes contra os aliens), biólogos, cozinheiros e, até mesmo, robôs que auxiliam os colonos.

### Resgate
Existem duas barras de energia em cada colono: uma, em verde, indica o nível de consciência, a outra, em vermelho, indica o nível de fluidos vitais.
Quando um dos jogadores é abatido por um alienígena (barra verde termina), os outros colonos podem arrastá-lo até camas de recuperação, ou o médico pode aplicar medicamentos que não recuperam totalmente a energia, mas permite que o personagem fuja até a cama de recuperação mais próxima. Os técnicos podem trancar as portas, criando armadilhas para os aliens,permitindo assim, que as armas pesquisadas pelos cientistas possam ser usadas com maior eficiência. Enquanto os colonos estão vestindo os trajes de sobrevivência, não podem usar suas habilidades específicas. O jogador também pode fazer com que um personagem se esconda, até que a ameaça passe.
Ao deixar um humano inconsciente, os invasores os arrastam e prendem numa estrutura orgânica que absorve os fluidos vitais (barra vermelha). Ao sugar o sangue, os aliens adquirem também as habilidades do humano (abrir/fechar portas, aumento de pontos de vida, aumento da força). Quando se esgota a barra vermelha, indica a morte da pessoa, não sendo mais possível reanimá-la.

### Alienígenas
Os aliens não são todos iguais. Eles estão divididos numa hierarquia:
- Rainha(Queen): coloca os ovos, e geralmente é protegida pelos outros aliens e muito poderosa,e ela e a mais rapida do jogo,mais rapido que os alien e os colonos(Nota: Alien Pensadores Podem arrastala e revive-la podendo atrapalhar ainda mais o jogador,ela e o alien pensador podem usar o traje de proteção.);
- Caçadores: apesar de lentos, são extremamente eficientes em nocautear os colonos,eles podem abater os colonos não militares (como medica e tecnicas) com uma porrada;
- Guerreiros (Warriors): se encarregam de proteger a rainha e arrastar e prender os humanos são os mais comuns;
- "Pensadores":o mais fraco entre os crecidos,mas ele pode usar armas e ja nascem com a habilidade de trancar e destrancar portas,podendo abrir passagem para outros aliens,e quando pegam o machete ficam tranparentes não podendo ser auto-trajatado(outros aliens também podem ficar transparente mas somente se sugar as habilidades de um colono não militar,so os pensadores pegam as habilidades dos colonos não militares;
- "Filhotes":muito fraco mas pode virar outro alien acima menos a rainha,mais são perigoso em grupo.
- "Ovos":Colocados apenas pela rainha eles são indefesos e podem ser mortos facilmente.

## Requerimentos

### Mínimo
- Pentium 166 MHz;
- 32 MB RAM;
- Windows 95/98;
- DirectX 6.0;
- 02 MB de placa de vídeo compatível com DirectX;
- Placa de som compatível com DirectX;
- 06x CD-ROM drive.[2]

### Recomendado
- Pentium 233 MHz;
- 32 MB RAM;
- Windows 95/98;
- DirectX 6.0;
- 04 MB de placa de vídeo compatível com DirectX;
- Placa de som compatível com DirectX;
- 12x CD-ROM drive.[2]